# Cabayoco
Cabayoco är en ort i Mexiko.   Den ligger i kommunen Heroica Ciudad de Tlaxiaco och delstaten Oaxaca, i den sydöstra delen av landet, 290 km sydost om huvudstaden Mexico City. Cabayoco ligger 2 408 meter över havet och antalet invånare är 171.
Terrängen runt Cabayoco är kuperad åt nordost, men åt sydväst är den bergig. Runt Cabayoco är det ganska glesbefolkat, med 43 invånare per kvadratkilometer. Närmaste större samhälle är Heroica Ciudad de Tlaxiaco, 16,0 km nordost om Cabayoco. I omgivningarna runt Cabayoco växer huvudsakligen savannskog.